# Brennan Inlet
Das Brennan Inlet ist eine vereiste Bucht vor der Bakutis-Küste des westantarktischen Marie-Byrd-Lands. Sie liegt im südöstlichen Abschnitt des Getz-Schelfeises. Westlich wird sie durch die Scott-Halbinsel und Nunn Island, nach Osten durch die Spaulding-Halbinsel begrenzt. In die Bucht münden der Incheon-Gletscher und der Paris-Gletscher.
Das Advisory Committee on Antarctic Names benannte die Bucht nach Lieutenant Commander Lawrence A. Brennan von den Reservestreitkräften der United States Navy, der bei der Planung und Durchführung der Bergung von drei Flugzeugen des Typs LC-130 am Dome Charlie in den antarktischen Sommern zwischen 1975 und 1976 sowie zwischen 1976 und 1977 beteiligt war.